# Gisèle Rabesahala
Gisèle Rabesahala (Antananarivo, 7 de maio de 1929 - 27 de junho de 2011) foi uma política malgaxe, sendo a primeira mulher a fundar um partido político em Madagáscar e a se tornar ministra do país. Também foi uma ativista política a favor da independência de Madagáscar contra o colonialismo francês.

## Biografia
Nasceu no dia 7 de maio de 1929, na cidade de Antananarivo, em Madagáscar; como Marie Gisèle Aimée Rabesahala; Morou na França, na Tunísia e no Mali, devido ao trabalho do seu pai no exército francês. Com a morte de seu pai, retornou para para Madagáscar com sua família, em 1942. Estudou e se formou em datilógrafa taquigráfica.
Trabalhou como secretária no Movimento Democrático para a Renovação Malgaxe (MDRM), quando tinha 17 anos de idade. Em 1947, após a Revolta Malgaxe, trabalhou como secretária para o Comitê de Solidariedade de Madagáscar (COSOMA), onde ajudava os presos políticos e suas famílias. Durante este período, escrevia para a imprensa, com a intenção de chamar a atenção internacional para a situação.
Em 1956, foi eleita vereadora; em 1958, fundou e foi líder partidária do Congresso da Independência de Madagascar (em malgaxe: Antokon'ny Kongresin'ny Fahaleovante-Nan'i Madagasikara - AKFM); De 1977 a 1989, foi Ministra da Cultura e Arte Revolucionária de Madagascar; Em 1989 a 1991, foi Ministra da Cultura.

Faleceu no dia 27 de junho de 2011.